# Palamede di Forbin
Palamede di Forbin, conosciuto come il Grande (... – 1508), è stato un politico francese, fu signore di Solliès, nonché presidente della Camera dei conti e consigliere di Renato d'Angiò.
Nel 1471 Renato dona a Palamede Porquerolles e tutte le sue giurisdizioni, confermando questa delibera nel 1474, dopo opposizione del precedente proprietario, Giovanni di Tressemanes.
Nel 1475 Palamede diventa ufficiale di Luigi XI di Francia, il quale aveva annesso ai suoi possedimenti la Provenza. Ne fa governatore proprio Palamede (1481). Questi, nel gennaio del 1479 cede l'isola di Porquerolles a suo figlio Luigi. 
Dopo aver fatto sposare suo figlio Giovanni a Antonietta la Terre, acquisendo così la signoria di La Roque-d'Anthéron, muore nel 1508.